# Rolf Marbot

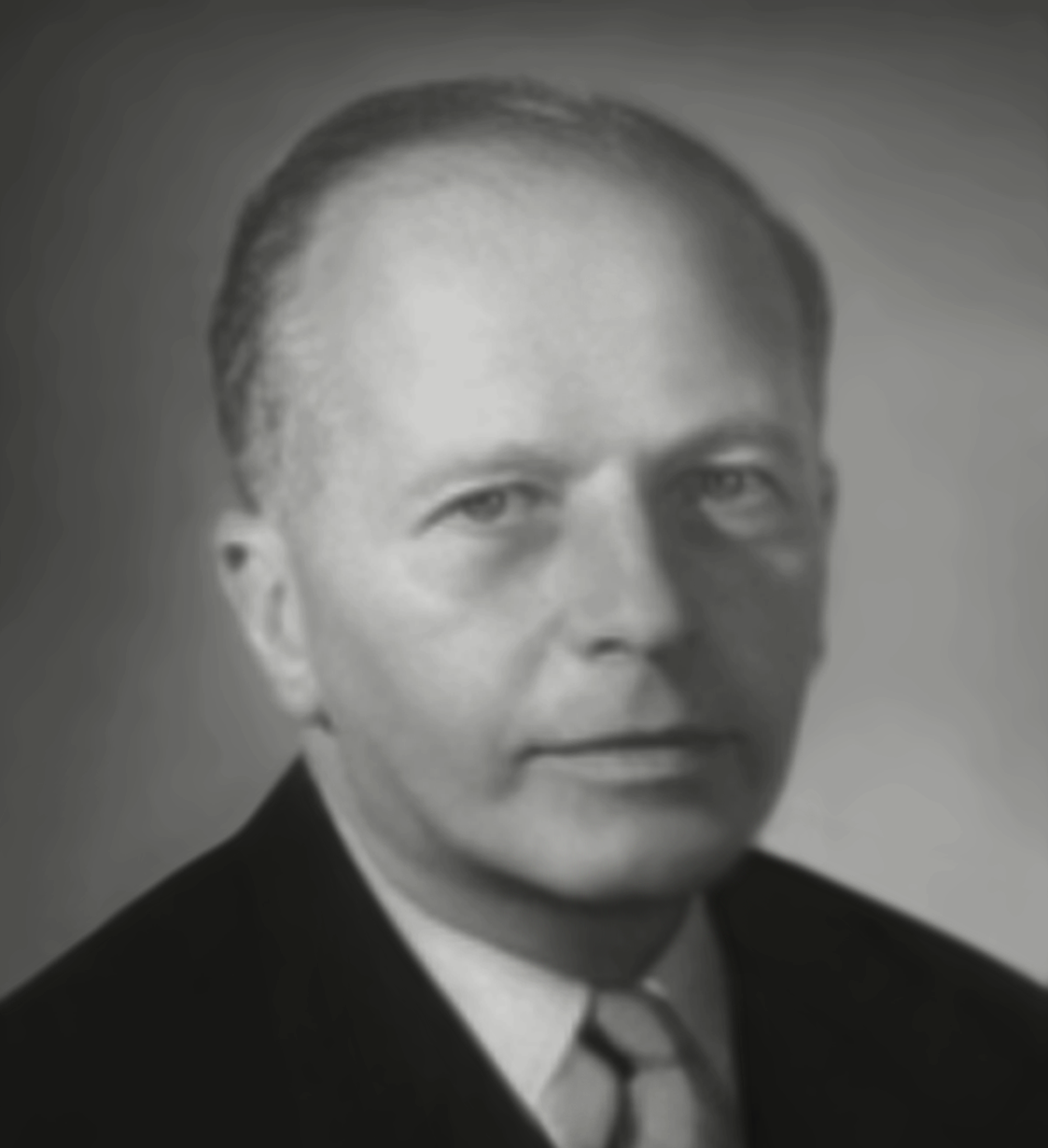
Rolf Marbot

Rolf Marbot (geboren 28. Mai 1906 in Breslau als Friedel Albrecht Marcuse oder als Albrecht Marcus; gestorben 22. August 1974 in Cannes) war ein Komponist, Autor, Pianist und Musikverleger.

## Leben
Albrecht Marcus[e]s Eltern waren ungarischer Abstammung; der Sohn wuchs in Breslau auf. Neben der Musik galt sein Interesse dem Tennisspiel. Marcuse wurde schlesischer Juniorenmeister in dieser Sportart. Er studierte Rechtswissenschaften, arbeitete aber nebenbei als Barpianist und Pianist bei Operettenaufführungen, unter anderem auf einer Tournee nach Norwegen. Sein Pseudonym Rolf Marbot verwendete er ab 1927.
1930 promovierte er in Breslau mit einer Arbeit über Die Stellung des nicht rechtsfähigen Vereins im Erbrecht und Zivilprozeßrecht, konnte jedoch nicht, wie eigentlich geplant, Rechtsanwalt werden. Daher absolvierte er zusätzlich eine Verlagsausbildung. Schon ab 1929 war er Mitarbeiter und juristischer Berater der Berliner Filiale des Anton J. Benjamin Musikverlags. Außerdem war er als Schlagerautor und -komponist tätig.
Marbot schuf, unter anderem in Zusammenarbeit mit Bert Reisfeld und Austin Egen, zahlreiche Erfolgstitel. Zu seinen bekannten Werken gehören Yale (1928), Bei Fräulein Lisbeth im Parterre (1930), Komm um fünf zur Normaluhr (1931), Mach dein Fenster auf, Vera, Vera (1931) und Wenn ich Urlaub hab, fahr ich diesmal an den Rhein (1931), ferner Ganovenehre (1932), Zwei gute Kameraden (1932/33) und Mein kleiner grüner Kaktus. Eins, zwei, drei – die ganze Kompagnie, Marsch-Foxtrott für den Film Reserve hat Ruh ist ein weiterer Titel, den er in Zusammenarbeit mit Bert Reisfeld schuf. Insgesamt schuf er bis 1938 rund 300 Titel.
Im Juli 1933 floh Marbot, der jüdischer Herkunft war, nach Frankreich, wo er in Paris zusammen mit Rodolfo Hahn, eventuell auch mit Bert Reisfeld, den Musikverlag Éditions Méridian gründete. Mit Hahn hatte er sich schon in Berlin eine Wohnung geteilt. Er blieb Anfeindungen von Deutschland aus ausgesetzt, etwa in der antisemitischen Zeitschrift Das Deutsche Podium, in der gegen den Import seiner Schlager nach Deutschland agitiert wurde.
Ab März 1939 war er als Komponist und Autor bei der SACEM eingetragen.
Als der Zweite Weltkrieg begann, wurde er interniert. Am 23. Dezember 1939 trat er in die Fremdenlegion ein, im Oktober 1940 kehrte er nach seiner Demobilisation nach Frankreich zurück und lebte zunächst von kleinen Tantiemen und von Notenverkäufen. 1942 nahm er den Decknamen Louis Sandret an, nachdem es ihm gelungen war, sich gefälschte Papiere zu beschaffen. Als Louis Sandret arbeitete er als Barpianist in Lyon und in Pralognan-la-Vanoise, bis er im September 1944 nach Paris zurückkehren und seinen Verlag, den in der Zwischenzeit die Brüder Bachelet geführt hatten, wieder übernehmen konnte. Er benannte ihn nun in Nouvelles Éditions Méridian um.
Dieser Verlag, den er 30 Jahre lang mit der Mitarbeiterin Fernande Ray betrieb, hatte seinen Sitz zunächst in der 95 rue de la Boétie und zog 1946 in die 5 rue Lincoln um. Hatte Marbot zunächst ausschließlich mit Fernande Ray gearbeitet, so stieg die Zahl der Mitarbeiter bis in die 1960er Jahre auf mehr als 30. Marbot betrieb auch ein Aufnahmestudio und eine Notenstecherei. Ab 1948 arbeitete er in der Société d’Édition Musicale Internationale (SEMI) mit Ralph Peer senior zusammen und vertrat vor allem Peers lateinamerikanische Produktion in Frankreich, wohingegen Peer für die Verbreitung von Marbots Angeboten in den USA sorgte.
Marbot gab unter anderem Werke von Maurice Thiriet, Henri Barraud, Roland Petit und Raymond Queneau heraus.
In Hamburg wurde 1958 die Zweigstelle Edition Marbot gegründet; 1960 erhielt Marbot eine Entschädigung für seine Einbußen während des Dritten Reiches.
Marbot wurde 1947 in Frankreich naturalisiert. Er war Vorsitzender der SACEM und von 1956 bis 1973 Präsident der Chambre Syndicale des Éditeurs de Musique Légère (CSDEM) sowie Generalsekretär der Société des Droits de Reproduction mécanique (SDRM).
Nach seinem Tod übernahm 1979 die Verlagsgruppe Peermusic seine Verlage.
Nach Rolf Marbot wurde der prix Rolf-Marbot benannt.